# Marçay
|  | Per a altres significats, vegeu «Marçay (Indre i Loira)». |

Marçay és un municipi francès situat al departament de la Viena i a la regió de la Nova Aquitània. L'any 2007 tenia 802 habitants.

## Demografia

### Població
El 2007 la població de fet de Marçay era de 802 persones. Hi havia 307 famílies de les quals 63 eren unipersonals (42 homes vivint sols i 21 dones vivint soles), 97 parelles sense fills, 126 parelles amb fills i 21 famílies monoparentals amb fills.
La població ha evolucionat segons el següent gràfic:

### Habitatges
El 2007 hi havia 374 habitatges, 311 eren l'habitatge principal de la família, 29 eren segones residències i 35 estaven desocupats. 369 eren cases i 2 eren apartaments. Dels 311 habitatges principals, 246 estaven ocupats pels seus propietaris, 58 estaven llogats i ocupats pels llogaters i 7 estaven cedits a títol gratuït; 6 tenien dues cambres, 54 en tenien tres, 92 en tenien quatre i 159 en tenien cinc o més. 250 habitatges disposaven pel capbaix d'una plaça de pàrquing. A 119 habitatges hi havia un automòbil i a 182 n'hi havia dos o més.

### Piràmide de població
La piràmide de població per edats i sexe el 2009 era:
| Homes | Edats   | Dones |
| ----- | ------- | ----- |
| 0     | 95 o +  | 4     |
| 4     | 90 a 94 | 0     |
| 0     | 85 a 89 | 4     |
| 4     | 80 a 84 | 0     |
| 12    | 75 a 79 | 12    |
| 12    | 70 a 74 | 12    |
| 12    | 65 a 69 | 16    |
| 20    | 60 a 64 | 16    |
| 20    | 55 a 59 | 24    |
| 20    | 50 a 54 | 36    |
| 28    | 45 a 49 | 24    |
| 16    | 40 a 44 | 12    |
| 28    | 35 a 39 | 28    |
| 44    | 30 a 34 | 40    |
| 24    | 25 a 29 | 24    |
| 12    | 20 a 24 | 16    |
| 12    | 15 a 19 | 16    |
| 20    | 10 a 14 | 16    |
| 24    | 5 a 9   | 20    |
| 24    | 0 a 4   | 28    |

## Economia
El 2007 la població en edat de treballar era de 524 persones, 410 eren actives i 114 eren inactives. De les 410 persones actives 389 estaven ocupades (200 homes i 189 dones) i 21 estaven aturades (9 homes i 12 dones). De les 114 persones inactives 42 estaven jubilades, 36 estaven estudiant i 36 estaven classificades com a «altres inactius».

### Ingressos
El 2009 a Marçay hi havia 347 unitats fiscals que integraven 908 persones, la mediana anual d'ingressos fiscals per persona era de 18.289 €.

### Activitats econòmiques
Dels 17 establiments que hi havia el 2007, 1 era d'una empresa extractiva, 1 d'una empresa de fabricació d'altres productes industrials, 4 d'empreses de construcció, 1 d'una empresa de transport, 1 d'una empresa d'hostatgeria i restauració, 1 d'una empresa financera, 5 d'empreses de serveis i 3 d'empreses classificades com a «altres activitats de serveis».
Dels 6 establiments de servei als particulars que hi havia el 2009, 1 era una oficina de correu, 2 lampisteries, 1 electricista, 1 empresa de construcció i 1 perruqueria.
L'any 2000 a Marçay hi havia 28 explotacions agrícoles que ocupaven un total de 1.880 hectàrees.

## Equipaments sanitaris i escolars
El 2009 hi havia una escola elemental.

## Poblacions properes
El següent diagrama mostra les poblacions més properes.